# Havana Club

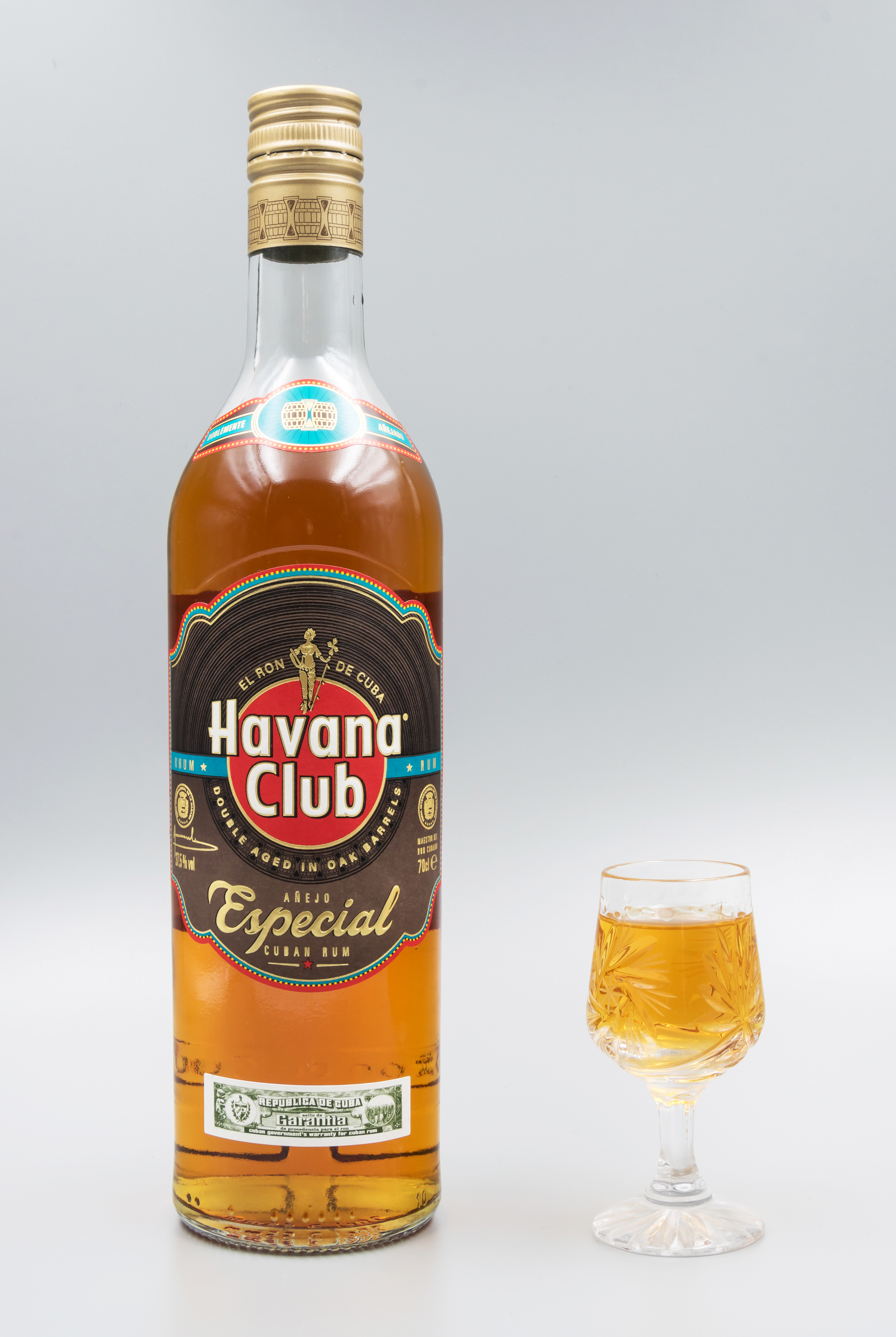
Bouteille de Havana Club Añejo Especial

Havana Club est une marque de rhum, fabriquée à Santa Cruz del Norte à Cuba. Elle a été créée par José Arechabala en 1878.

## Histoire
Havana Club trouve son origine en 1878 lorsque José Arechabala, émigré espagnol, fonde à Cárdenas une sucrerie et une distillerie nommée La Vizcaya,. En 1934, le groupe José Arechabala SA fonde la marque Havana Club, du nom d’un night-club de La Havane.
Après la révolution cubaine de 1959, la compagnie est nationalisée par le gouvernement, ce qui contraint la famille Arechabala à partir pour l'Espagne puis à émigrer aux États-Unis. Le gouvernement cubain utilise dès lors la marque pour vendre le rhum produit dans les anciennes distilleries de Bacardi qui avaient été nationalisées.
L’entreprise explose vraiment en 1993 lorsque Pernod Ricard et le gouvernement cubain signent un accord (le Convenio) pour la création d'une coentreprise. Pernod Ricard se charge ainsi d'exporter les produits de Havana Club et peut en échange vendre ses produits sur le sol cubain. Havana Club est aujourd’hui disponible dans le monde entier, sauf aux États-Unis. Depuis cette date, le rhum est produit par la marque Havana Club International.
En 2016, après des démêlés juridiques entre Bacardí et Havana Club, Cuba est autorisé à vendre son rhum Havana Club aux États-Unis dès la levée de l’embargo. En janvier 2019, Havana Club est cité dans un article du Figaro comme étant une des marques sollicitant des influenceurs pour mettre en scène des consommations de leurs produits sur les réseaux sociaux, une publicité déguisée vers les jeunes.

## Produits
Havana Club produit plusieurs sortes de rhum :
- Añejo Blanco 37.5% alc. vol. (rhum blanc, vieilli 1 an, également disponible à 40% alc. vol. au Canada)[7]
- Añejo 3 Años (3 ans d'âge)
- Añejo Especial (Spéciale)
- Añejo Reserva (Réserve)
- Añejo 7 Años (7 ans d'âge)
- Cuban Barrel Proof
- San Cristobal de La Habana - Ron Añejo Solera
- Gran Añejo 15 Años (15 ans d'âge)
- Selección de Maestros
- Máximo - Ron Extra Añejo Havana Club[8],[9]

Elle produit aussi Loco (parfois appelé Havana Loco) qui est un mélange de rhum blanc (Añejo Blanco) et de jus de fruits. Les différents parfums sont citron, mangue, fruit de la passion et pamplemousse.

## International
Les produits de la marque sont vendus à l'extérieur de Cuba grâce au partenariat avec Pernod Ricard. Havana Club n'est pas vendu aux États-Unis à cause de l'embargo. Bacardi vend un rhum différent sur le sol des États-Unis, aussi appelé Havana Club, mais qui n'a rien à voir avec la marque cubaine.

## Prix
Depuis 1996, la marque organise tous les deux ans un prix de mixologie à la Havane, nommé « Havana Club International Cocktail Grand Prix ».